# Angkor Vat
Angkor Vat (kmersko អង្គរវត្ត) je tempeljski kompleks v Kambodži in največji verski spomenik na svetu. Prvotno je bil zgrajen kot hindujski tempelj v času Kmerskega imperija, proti koncu 12. stoletja se je postopno preoblikoval v budistični tempelj.  Gradnjo je začel kmerski kralj Suryavarman II.  v začetku 12. stoletja v Yaśodharapura (kmersko យសោធរបុរៈ, današnji Angkor), glavnem mestu Kmerskega imperija, kot državni tempelj in morebitni mavzolej. S prekinitvijo tradicije šivaizma prejšnjega kralja, je bil Angkor Vat posvečen Višnuju. Kot najbolje ohranjen tempelj na tem mestu, je edini, ki je ostal pomemben verski center, od svoje ustanovitve. Tempelj je vrhunec visokega klasičnega sloga kmerske arhitekture in je postal simbol Kambodže, pojavlja se na nacionalni zastavi in je glavna turistična atrakcija v državi.
Angkor Wat združuje dva osnovna načrta kmerske tempeljske arhitekture: tempelj-gora in kasnejši galerijski tempelj. Zasnovan je tako, da predstavlja goro Meru, dom dev v hindujski mitologiji: znotraj obrambnega jarka in zunanje stene dolge 3,6 kilometra, so tri pravokotne galerije, vsaka dvignjena nad prejšnjo. V središču templja stoji kvinkunks stolpov (quincunx je geometrijski vzorec, sestavljen iz petih točk, razporejenih v predložku, kjer štiri tvorijo kvadrat ali pravokotnik, peta je na sredini). Za razliko od večine angkorianskih templjev, je Angkor Vat usmerjen proti zahodu; učenjaki niso enotni, čemu. Tempelj je občudovanja vreden glede na velikost in harmonijo arhitekture, obsežnih plitvih reliefov in številnih božanstev deva, ki krasijo stene.
Sodobno ime Angkor Vat pomeni »Tempeljsko mesto« ali »Mesto templjev« v kmerskem jeziku; Angkor pomeni »mesto« ali »glavno mesto«, je vernakularna oblika besede nokor (នគរ), ki izhaja iz sanskrtske besede nagara (नगर). Vat je kmerska beseda za »tempeljsko zemljišče« (sanskrt: (वाट vata - »ograda«).

## Zgodovina
Angkor Vat stoji 5,5 km severno od modernega mesta Siem Reap in nekoliko jugovzhodno od starejšega glavnega mesta, ki je stalo pri Baphuonu. Na območju Kambodže, kjer je pomembna skupina starih struktur, je najjužnejša od glavnih Angkorskih lokacij.
Po legendi je gradnjo Angkor Vata odredil Indra kot palačo za svojega sina Precha Ket Mealea.  Kitajski popotnik Daguan Zhou iz 13. stoletja je verjel, da so bili nekateri templji zgrajeni v eni noči z božjimi arhitekti.
Prvotna zasnova in gradnja templja je potekala v prvi polovici 12. stoletja, v času vladavine Suryavarmana II. (vladal 1113 - okoli 1150.). Posvečen Višnuju, je bil zgrajen kot državni kraljevi in tempelj prestolnice. Ker niso našli niti temeljne stele niti nobenih sočasnih napisov, ki bi se nanašali na tempelj, njegovo prvotno ime ni znano, vendar je bil morda znan kot Varah Vishnu-lok po vodilnem božanstvu. Zdi se, da so se dela končala kmalu po kraljevi smrti, tako da so nekateri reliefni okrasi ostali nedokončani. Izraz Vrah Viṣṇuloka ali Parama Viṣṇuloka dobesedno pomeni »Kralj, ki je odšel v najvišji svet Višnuja«, kar se posmrtno nanaša na Suryavarmana II. in namerava počastiti njegovo slavo in spomin.
Leta 1177, približno 27 let po smrti Suryavarmana II., so Angkor oplenili Champi (Kraljestvo Champa, vietnamsko Chăm Pa, Chiêm Thành), tradicionalni sovražniki Kmerov. Novi kralj Džajavarmana VII. je imperij obnovil in ustanovil novo glavno mesto in državni tempelj (Angkor Thom in Bayon) nekaj kilometrov proti severu, ga posvetil budizmu, saj je kralj menil, da so se mu hindujski bogovi izneverili. Tudi Angkor Vat je bil zato postopoma spremenjen v budistično mesto, številne hindujske skulpture pa je nadomestila budistična umetnost.
Proti koncu 12. stoletja se je Angkor Vat postopoma preoblikoval iz hindujskega središča čaščenja v budizem, ki se nadaljuje vse do današnjih dni. Angkor Vat je nenavaden med Angkorski templji v tem, da čeprav je bil nekoliko zanemarjen po 16. stoletju ni bil nikoli povsem opuščen, njegovo ohranjanje pa deloma posledica dejstva, da obrambni jarek nudi tudi nekaj zaščite pred posegom džungle. Štirinajst napisov iz 17. stoletja, odkritih na območju Angkorja, priča o japonskih budističnih romarjih, ki so skupaj s kmerskimi domačini ustanovili majhne naselbine. Takrat so japonski obiskovalci menili, da je tempelj znameniti Budin vrt Džetavana, ki je bil prvotno v kraljestvu Magadha v Indiji. Najbolj znan napis govori o Ukondaju Kazufusi, ki je leta 1632 praznoval kmersko novo leto v Angkor Vatu.
Eden od prvih zahodnih obiskovalcev templja je bil António da Madalena, portugalski menih, ki ga je obiskal leta 1586 in dejal, da »je tako izredne konstrukcije, da je ni mogoče opisati s peresom, še posebej, ker ni kot nobena druga stavba na svetu. Ima stolpe in okrasje ter vse prefinjenosti, ki si jih lahko zamisli človeški genij«.
Leta 1622 je Pesem Angkor Vat, sestavljena v kmerskih verzih, opisala lepoto Angkor Vata in ustvarila legendo o gradnji kompleksa, domnevno božanskega gradu, ki ga je za legendarnega kmerskega kralja Preah Ket Mealea zgradil hindujski bog Preah Pisnukar (ali Braḥ Bisṇukār, Vishvakarman), saj je Suryavarman II. že izginil iz spomina ljudi.
Leta 1860 je s pomočjo francoskega misijonarja patra Charlesa-Émilea Bouillevauxa tempelj dejansko ponovno odkril francoski naravoslovec in raziskovalec Henri Mouhot, ki je mesto populariziral na Zahodu z objavo popotnih zapiskov, v katerih je zapisal:
»Eden od teh templjev, tekmec Salomonovemu in ki ga je postavil neki starodavni Michelangelo, bi lahko zasedel častno mesto poleg naših najlepših zgradb. Je večji od vsega, kar sta nam zapustila Grčija ali Rim in predstavlja žalosten kontrast stanju barbarstva, v katerega je zdaj pahnjen narod«.

Leta 1861 se je nemški antropolog Adolf Bastian podal na štiriletno potovanje po jugovzhodni Aziji in njegovo poročilo o tem potovanju, Ljudje vzhodne Azije, je obsegalo šest zvezkov. Ko je Bastian končno objavil študije in opažanja med svojim potovanjem skozi Kambodžo v Cochinchino v Nemčiji leta 1868 - podrobno, a nenavdahnjeno, predvsem brez ene same njegove risbe angkorskih najdišč - je to delo komaj naredilo vtis, medtem ko so bili vsi govori o posmrtnem delu Henrija Mouhota z živimi opisi Angkorja, Potovanja po osrednjih delih Indo-Kitajske, Siama, Kambodže in Laosa, ki jih je leta 1864 objavila Royal Geographical Society.
Mouhot, kot drugi zgodnji zahodnih obiskovalec ugotavlja, da je težko verjeti, da bi lahko Kmeri zgradili tempelj in da je zmotno datiran v približno istem času kot Rim. Prava zgodovina Angkor Vata je del samo slogovnih in epigrafskih dokazov nabran med poznejšimi obnovitvenimi-restavratorskimi deli, opravljenimi v celotnem mestu Angkor. Tukaj ni bilo običajnih stanovanj ali hiš ali drugih znakov poselitve, vključno s kuhinjskimi pripomočki, orožjem ali oblačili, ki jih običajno najdemo v antičnih mestih. Namesto tega obstajajo dokazi o spomenikih samih.
Umetniška zapuščina Angkor Vata in drugih kmerskih spomenikov v regiji Angkor je neposredno vodila do tega, da je Francija 11. avgusta 1863 sprejela Kambodžo kot protektorat in napadla Siam ter prevzela nadzor nad ruševinami. To je hitro privedlo do tega, da si je Kambodža povrnila ozemlja v severozahodnem kotu države, kot so območja Siem Reapa, Battambang in Sisophon, ki so bila od leta 1795 do 1907 pod siamsko oblastjo.
Estetika Angkor Vata je bila na ogled v muzeju mavčnih odlitkov Louis Delaporte, imenovanem »musée Indo-chinois«, ki je obstajal v pariški Palača Trocadero od okoli leta 1880 do sredi 1920-ih.
Angkor Wat je doživel precejšnjo obnovo v 20. stoletju, predvsem odstranitev nakopičene zemlje in vegetacije. Delo je bilo prekinjeno zaradi državljanske vojne in nadzora Rdečih Kmerov med letoma 1970 in 1980, vendar je bilo narejeno relativno malo škode, razen kraje in uničenja predvsem post-angkorskih kipov. Angkor Vat je pritegnil pozornost in domišljijo širšega občinstva v Evropi, ko je paviljon francoskega protektorata Kambodže, ki je bil del Francoske Indokine, poustvaril repliko Angkor Vata v naravni velikosti med pariško kolonialno razstavo leta 1931.
Tempelj je močan simbol Kambodže in je vir velikega nacionalnega ponosa, ki je vključen v diplomatske odnose med Kambodžo in Francijo, ZDA in njeno sosedo Tajsko. Upodobitev Angkor Vata je bil del kamboške nacionalne zastave od uvedbe prve različice leta 1863. Iz večje zgodovinske in celo medkulturne perspektive pa tempelj Angkor Vat ni postal simbol nacionalnega ponosa sui generis, ampak je bil vpisan v večji politično-kulturni proces francoske kolonialne dediščine, v kateri je bil prvotni tempelj predstavljen na francoskih kolonialnih in univerzalnih razstavah v Parizu in Marseillu med letoma 1889 in 1937.  Angkor Vatova  estetika je bila tudi na ogled v mavčnem muzeju Louisa Delaporteja, imenovanem Musée Indo-chinois, ki je obstajal v pariški palači Trocadero iz okoli.1880 do sredine leta 1920. 
Kambodža se je osamosvojila od Francije 9. novembra 1953 in ima od takrat pod nadzorom Angkor Vat. Primerno je reči, da je od kolonialnega obdobja naprej do kandidature lokacije na Unescov seznam svetovne dediščine leta 1992 ta specifični tempelj ključno prispeval k oblikovanju sodobnega in postopoma globaliziranega koncepta stavbne kulturne dediščine.
Decembra 2015 je bilo objavljeno, da je raziskovalna skupina z Univerze v Sydneyju našla prej neviden sklop zakopanih stolpov, zgrajenih in porušenih med gradnjo Angkor Vata, ter masivno stavbo neznanega namena na njegovem jugu stranske in lesene utrdbe. Ugotovitve vključujejo tudi dokaze o nizki gostoti stanovanjske poselitve v regiji, s cestno mrežo, ribniki in gomilami. Ti kažejo, da templja, omejenega z jarkom in obzidjem, morda ni uporabljala izključno duhovniška elita, kot se je prej mislilo. Ekipa je uporabila LiDAR, georadar in ciljano izkopavanje, da bi preslikala Angkor Vat.

## Arhitektura

### Lokacija in tloris
Angkor Vat, ki stoji na 13°24′45″N 103°52′0″E / 13.41250°N 103.86667°E je edinstvena kombinacija tempeljske gore (standardna zasnova državnih templjev imperija) in kasnejšega načrta koncentričnih galerij, ki so večinoma izhajale iz prvotnih verskih prepričanj hinduizma. Gradnja tudi nakazuje, da so nekatere značilnosti templja imele nebesni pomen. To je opaziti v orientaciji templja vzhod–zahod in vidnih črtah s teras v templju, ki kažejo, da so določeni stolpi na natančni lokaciji sončnega vzhoda na solsticij. Tempelj je predstavitev gore Meru, domovanja bogov po hindujski mitologiji: osrednji kvinkunks stolpov simbolizira pet vrhov gore, stene in jarek pa simbolizirajo okoliške gorske verige in ocean. Access to the upper areas of the temple was progressively more exclusive, with the laity being admitted only to the lowest level. Dostop do zgornjih območij templja je bil postopoma bolj ekskluziven, laiki pa so smeli le na najnižjo raven.
Glavni stolp templja je poravnan z jutranjim soncem spomladanskega enakonočja. Za razliko od večine kmerskih templjev je Angkor Vat usmerjen na zahod in ne na vzhod. Zaradi tega so mnogi (vključno z Mauriceom Glaizejem in Georgeom Coedèsom) sklepali, da je Suryavarman nameraval služiti kot njegov pogrebni tempelj. Nadaljnji dokaz za ta pogled so reliefi, ki potekajo v nasprotni smeri urinega kazalca – prasavya v hindujski terminologiji – saj je to obratno od običajnega vrstnega reda. Rituali potekajo v obratnem vrstnem redu med brahmanskimi pogrebnimi obredi.
Nadaljnjo razlago Angkor Vata je predlagala Eleanor Mannikka. Risba lege in dimenzije templja in vsebina in razporeditev bas-reliefov, ona trdi, da je struktura predstavljala zahteve nove dobe miru pod kraljem Suryavarmanom II.: »kot meritve sončnih in lunarnih časovnih ciklov vgrajene v sveti prostor Angkor Vata, je bilo to božansko pooblastilo za odločanje zasidrano na posvečena mesta in hodnike, kar je pomenilo, da se ohranja moč kraljev in v čast in pomiritev Božanstva v nebesih zgoraj«. Ta razlaga je bila v akademskih krogih sprejeta z mešanico zanimanja in skepticizma. Sama se je distancirala do ugibanj drugih, kot je Graham Hancock, da je Angkor Vat del zastopanosti ozvezdja Zmaj. 
Najstarejši ohranjeni načrt Angkor Vata je iz leta 1715 in se pripisuje Fudžiwari Tadajošiju. Načrt je shranjen v muzeju Suifu Meitoku-kai Šokokan v Mitu na Japonskem.

### Slog
Angkor Vat je odličen primer klasičnega sloga kmerske arhitekture v Angkor Wat slogu, ki mu je dal ime. Od 12. stoletja so kmerski arhitekti postali usposobljeni in samozavestni pri uporabi peščenjaka (namesto opeke ali laterita) kot glavnem gradbenem materialu. Večina vidnih območij je iz blokov peščenjaka, medtem ko so laterit uporabili za zunanji zid in skrite konstrukcijske dele. Vezivo, ki so ga uporabljali za vezavo blokov ni znano, čeprav menijo, da so to naravne smole ali gašeno apno. 
Tempelj je dobil pohvale predvsem za harmonijo oblikovanja. Po Mauriceu Glaizeju, konservatorja Angkorja iz srede 20. stoletja, tempelj »dosega klasično popolnost z zadržano monumentalnostjo njegovih zelo uravnoteženih elementov in natančno ureditvijo njegovih razsežnosti. Gre za delo moči, enotnosti in sloga«.
Arhitekturni elementi značilnega sloga vključujejo: ogivalne, nazobčane stolpe v obliki lotosovih popkov;; pol-galerije, ki se širijo na prehodih; aksialne galerije povezujejo ograde; križne terase, ki se pojavijo ob glavni osi templja. Tipični dekorativni elementi so deve (ali apsare - božanske nimfe ali nebesne plesalke, liki iz indijske mitologije), bas-reliefi in na pedimentih obsežni venci in pripovedni prizori. Kipi Angkor Vata veljajo za konservativne, so bolj statični in manj ljubki kot prej omenjena dela. Druge elemente oblikovanja so uničili plenjenje in čas, vključno s pozlačenimi štukaturami na stolpih, pozlata na nekaterih figurah na bas-reliefih in lesene stropne plošče in vrata.

### Funkcije

#### Zunanji ograjen prostor
Zunanji zid dimenzij 1024 x 802 m, visok 4,5 m, je obdan s 30 m ploščadjo odprtega terena in jarkom širokim 190 m. Jarek se razteza 1,5 kilometra od vzhoda proti zahodu in 1,3 kilometra od severa proti jugu. Dostop do templja je po zemeljskem nasipu na vzhodu in nasipu iz peščenjaka na zahodu; slednji, glavni vhod, je poznejši dodatek, ki je morda nadomestil lesen most. Na vsaki kardinalni smeri so gopure (vhod stavbo); zahodna je daleč največja in ima tri porušene stolpe. Glaize ugotavlja, da ta gopura odraža pravilno obliko templja. V južnem stolpu je kip Višnuja, znan kot Ta Reach, ki je prvotno verjetno zasedel osrednje svetišče templja. Galerije potekajo med stolpi in vse do dveh nadaljnjih vhodov na obeh straneh gopure, ki se pogosto imenujejo »slonja vrata«, saj so dovolj velika, da sprejmejo te živali. Te galerije imajo kvadratne stebre na zunanji (zahodni) strani in zaprte stene na notranji (vzhodni) strani. Strop med stebri je okrašen z lotosovimi rozetami; zahodno steno obzidja krasijo plešoče figure; vzhodni zid z [[balustrada|balustradnimi] okni krasijo plešoče moške figure na poskakujočih živalih in deve, je edini v templju (južno od vhoda), ki se kaže zobe.
Zunanja stena zapira prostor 820.000 kvadratnih metrov, ki je bilo, poleg templja, originalno obkroženo z mestom in severno od templja, kraljevo palačo. Kot vse posvetne stavbe Angkorja, so te zgrajene iz pokvarljivega materiala in ne iz kamna, tako da ni nič ostalo od njih, razen obrisov nekaterih ulic. Večina območja je sedaj pokrita z gozdom. 350 m nasipa povezuje zahodno gopuro s samim templjem, z naga balustradami in šestimi sklopi stopnic, ki vodijo navzdol v mesto na obeh straneh. Na vsaki strani je tudi knjižnica z vhodi na vsaki kardinalni točki, pred tretjim nizom stopnic od vhoda, in ribnik med knjižnico in samim templjem. Ribniki so poznejši dodatki k zasnovi, tako kot terasa v obliki križa, ki jo varujejo levi in povezuje nasip z osrednjo zgradbo. 

#### Osrednja struktura
Tempelj stoji na terasi, dvignjeni višje od mesta. Sestavljen je iz treh pravokotnih galerij, ki se dvigajo do osrednjega stolpa, pri čemer je vsak nivo višji od prejšnjega. Dve notranji galeriji imata vsaka štiri velike stolpe na svojih ordinalnih vogalih (to je SZ, SV, JV in JZ), ki obdajajo višji peti stolp. Ta vzorec se včasih imenuje kuinkunks in predstavlja goro Meru. Ker je tempelj obrnjen proti zahodu, so vsi elementi postavljeni nazaj proti vzhodu, tako da je treba zapolniti več prostora v vsakem ograjenem prostoru in galeriji na zahodni strani; iz istega razloga so stopnice, obrnjene proti zahodu, plitvejše od tistih na drugih straneh.
Mannikka razlaga, da so galerije posvečene kralju, Brahmi, Luni in Višnuju. Zunanja galerija meri 187 m x  215 m, s paviljoni in ne stolpi na vogalih. Galerija je odprta na zunanjo stran templja, s stebričastimi polovičnimi galerijami, ki se raztezajo in podpirajo strukturo. Zunanjo galerijo povezuje z drugim ograjenim prostorom na zahodni strani križni hodnik, imenovan Preah Poan (kar pomeni Galerija »Tisoč Bud«). Podobe Bude so v samostanu puščali romarji skozi stoletja, čeprav je večina zdaj odstranjena. Na tem območju je veliko napisov, ki opisujejo dobra dela romarjev, večina napisanih v kmerščini, drugi pa v burmanščini in japonščini. Štiri majhna dvorišča, ki jih označuje križni hodnik, so bila morda prvotno napolnjena z vodo. Severno in južno od križnega hodnika sta knjižnici.
Nadalje sta druga in notranja galerija povezani med seboj in z dvema bočnima knjižnicama z drugo križno teraso, ki je bila spet pozneje prizidana. Od druge stopnje navzgor se na stenah bohotijo deve, posamezno ali v skupinah do štirih. Ograjeni prostor na drugem nivoju je velik 100 x 115 m in je bil morda prvotno poplavljen, da je predstavljal ocean okrog gore Meru. Trije nizi stopnic na vsaki strani vodijo do vogalnih stolpov in gopur notranje galerije. Zelo strme stopnice predstavljajo težavnost vzpona v kraljestvo bogov. Ta notranja galerija, ki se imenuje Bakan, je kvadrat s stranico 60 m, z osnimi galerijami povezuje vsako gopuro s centralnim svetiščem in pomožnimi svetišči, ki so pod vogalnimi stolpi. 
Ostrešje galerij je okrašeno z motivom telesa kače, ki se konča z glavami levov ali garud. Izrezljane preklade in pedimenti krasijo vhode v galerije in v svetišča. Stolp nad osrednjim svetiščem se dviga 43 m visoko in je 65 m nad tlemi; za razliko od prvotne tempeljske gore, je osrednji stolp dvignjen nad okoliške štiri. Samo svetišče, ki ga je prvotno zasedal kip Višnuja in je bilo odprto na vsaki strani, je bilo obzidano, ko so tempelj spremenili v teravadski budizem, nove stene pa prikazujejo stoječe Bude. Leta 1934 je konservator George Trouvé izkopal jamo pod osrednjim svetiščem. Napolnjena s peskom in vodo pa je bila že oropana svojega zaklada, vendar je našel sveto temeljno nahajališče zlatih lističev dva metra nad tlemi.

#### Dekoracija
Vključena v arhitekturo stavbe in eden od vzrokov za slavo je obsežna dekoracija, ki je pretežno v obliki bas reliefov v frizih. Notranje stene zunanje galerije nosijo vrsto obsežnih prizorov, ki večinoma prikazujejo epizode iz hindujskih epov Ramajana in Mahabharata. Higham je to poimenoval, »je največja znana premočrtna ureditev klesanja v kamen«.  Iz severozahodnega kota v nasprotni smeri urnega kazalca, zahodna galerija prikazuje Bitko Lanka (iz Ramajane, v kateri Rama uniči Ravana) in Bitko pri Kurukšetri (iz Mahabharate, ki prikazuje medsebojno zatrtje klanov Kaurava in Pandava). Na južni galeriji sledijo le zgodovinske scene, procesija Suryavarmana II., nato pa 32 peklov in 37 nebes hinduizma.
Na vzhodni galeriji je eden izmed najslavnejših prizorov Kurme, Divjanje morja mleka, ki prikazuje 92 asur in 88 dev s kačo Vasuki, ki vrtinčijo morje pod Višnujevo taktirko (Mannikka šteje le 91 asur in pojasnjuje asimetrične številke, kot da predstavljajo število dni od zimskega solsticija do spomladanskega enakonočja in od enakonočja do poletnega solsticija). Sledi Višnu, ki premaga asure (dodatek iz 16. stoletja). Severna galerija prikazuje Krišnino zmago nad Bano (kjer je po Glaizeju »izdelava najslabša«)
Angkor Vat je okrašen z upodobitvami apsar in dev; obstaja več kot 1796 upodobitev dev v do danes raziskanem inventarju. Angkor Vatski arhitekti so uporabili majhne apsara slike (30 cm -40 cm ) kot okrasne motive na stebrih in stenah. Vključili so večje podobe dev (vse celopostavni portreti visoki približno 95 cm -110 cm), bolj vidni na vseh ravneh templja od vhodnega paviljona do vrhov visokih stolpov. Leta 1927 je Sappho Marchal objavila študijo katalogizacije izjemne raznolikosti njihovih pričesk, pokrival, oblačil, drže, nakita in okrasnih rož, za kar je Marchalova ugotovila, da so temeljile na dejanskih praksah obdobja Angkor.

### Gradbene tehnike
Kamni, tako gladki kot poliran marmor, so bili postavljeni brez malte z zelo tesnimi stiki, ki jih je včasih težko najti. Bloki so v nekaterih primerih zvezani skupaj z utori in peresom, v drugih pa so uporabili lastovičji rep in gravitacijo. Bloke so verjetno postavljali s pomočjo slonov, kokosovih vrvi, škripci in odri iz bambusa. Henri Mouhot je opozoril, da je imela večina blokov luknje 2,5 cm v premeru in 3 cm globoke, z več luknjami na večjih blokih. Nekateri strokovnjaki menijo, da so bili ti uporabljeni da se jih poveže skupaj z železnimi palicami, drugi pa trdijo, da so bili uporabljeni za začasne kljukice, da bi jim pomagale pri manevriranju pri vgradnji.
Spomenik je narejen iz milijona ton peščenjaka in ima podoben obseg kot tudi maso kot  Mikerinova piramida v Egiptu. Tempelj Angkor Vat vsebuje približno 6.000.000 - 10.000.000 blokov peščenjaka s povprečno težo 1,5 tone vsak.  V bistvu je celotno mesto Angkor porabilo veliko večje količine kamna kot vse egiptovske piramide skupaj in zasedalo območje precej večje od sodobnega Pariza. Poleg tega, za razliko od egiptovskih piramid, ki so uporabljale apnenec pridobljen komaj 0,5 km proč, je bilo celotno mesto Angkor zgrajeno s peščenjakom pridobljenim 40 km (ali več) stran. Ta peščenjak so pripeljali iz gore Kulen, kamnoloma približno 40 km severovzhodno. Pot naj bi obsegala 35 kilometrov  vzdolž kanala proti jezeru Tonle Sap, še 35 km prečkanja jezera in na koncu 15 kilometrov  navzgor proti toku vzdolž reke Siem Reap, kar skupno znese pot 90 kilometrov. Etsuo Uchida in Ichita Shimoda iz univerze Waseda v Tokiu, Japonska sta leta 2012 s pomočjo satelitskih posnetkov odkrila krajši 35 km dolg kanal, ki povezuje goro Kulen in Angkor Vat. Verjameta, da so Kmeri uporabljali to pot namesto tiste daljše. 
Praktično vse površine, stebri, preklade in celo streha so rezbarjeni. Obstajajo kilometri reliefov, ki prikazujejo prizore iz indijske literature, vključno samorogi, grifini, krilati zmaji, ki vlečejo voz, kakor tudi bojevniki, ki sledijo slonom in nebesne plesalke z izpopolnjenimi pričeskami. Stena galerije je okrašena s skoraj 1000 kvadratnimi metri bas reliefov. Luknje na nekaterih stenah kažejo, da so bile verjetno okrašene z bronastimi listi. Ti so bili zelo cenjeni v antičnih časih in so bili glavna tarča roparjev. 
Med izkopavanjem Khajuraha je Alex Evans, kamnosek in kipar, poustvaril kamnito skulpturo, nižjo od 1,2 metra in zanjo porabil približno 60 dni. Roger Hopkins in Mark Lehner sta tudi izvajala poskuse v kamnolomu apnenca, pri čemer je 12 delavcev v 22 dneh izkopalo za 400 ton kamna. Delovne sile za izkopavanje, prevoz, klesanje in vgradnjo toliko peščenjaka je moralo biti na tisoče, vključno s številnimi visoko usposobljenimi obrtniki. Veščine, potrebne za klesanje teh skulptur, so bile razvite več sto let prej, kar dokazujejo nekateri artefakti, ki so datirani v sedmo stoletje, preden so Kmeri prišli na oblast.

## Angkor Vat danes

### Obnova in ohranjanje
Tako kot večina drugih starodavnih templjev v Kambodži se je Angkor Vat soočil z veliko škodo in propadanjem zaradi kombinacije razraščanja rastlin, gliv, premikanja tal, vojne škode in plenjenja. Vendar je bila vojna škoda na templjih zelo omejena v primerjavi z ostalimi kamboškimi ruševinami templja in je bila deležna tudi najbolj skrbne obnove.
Obnova Angkor Vata se je začela v moderni dobi z ustanovitvijo Conservation d'Angkor od  École française d'Extreme Orient (EFEO) leta 1908, pred temi dejavnosti na lokaciji, so se v prvi vrsti ukvarjali z raziskovanjem. Conservation d'Angkor je bil odgovoren za raziskovalne, konservatorske in restavratorske dejavnosti, ki so se izvajale v Angkorju do zgodnjih 1970-ih, velika obnova Angkorja pa je bila izvedena v 1960-ih.
Delo na Angkorju je bilo opuščeno v obdobju Rdečih Kmerov. Conservation d'Angkor je bil razpuščen leta 1975. Med letoma 1986 in 1992 je Arheološki zavod Indije izvedel obnovitvena dela na templju, saj Francija takrat ni priznavala kamboške vlade. Izražene so bile kritike tako o zgodnjih francoskih poskusih obnove kot zlasti o poznejših indijskih delih, z zaskrbljenostjo glede škode, povzročene na kamniti površini zaradi uporabe kemikalij in cementa.
Leta 1992, po pozivu za pomoč s strani Norodom Sihanouka, je bil Angkor Vat vpisan na seznam ogrožene Unescove svetovne dediščine (kasneje leta 2004 odstranjen) in na seznam svetovne dediščine, skupaj s pozivom Unesca mednarodni skupnosti, naj reši Angkor. Coniranje območja je bilo vzpostavljeno za zaščito mesta Angkor leta 1994, za zaščito in upravljanje območja je bila ustanovljena leta 1995 APSARA, zakon o zaščiti kamboške dediščine pa je bil sprejet leta 1996. 
Številne države, kot so Francija, Japonska in Kitajska so trenutno vključene v različne projekte ohranjanja Angkor Vata. Nemški ohranitveni projekt Apsara (GACP) si prizadeva zaščititi deve in druge reliefe, ki krasijo tempelj, pred poškodbami. Drugo delo vključuje popravilo zrušenih delov konstrukcije in preprečevanje nadaljnjega zrušitve: zahodna fasada zgornjega nadstropja je na primer od leta 2002 podprta z gradbenimi odri, medtem ko je japonska ekipa dokončala obnovo severne knjižnice, zunanjega ograjenega prostora leta 2005. World Monuments Fund je začel ohranitvena dela na galeriji Divjanje morja mleka leta 2008 po več letih študija. Projekt obnovitve tradicionalnega kmerskega strešnega sistema in odstranitev cementa, ki se je uporabljal v prejšnjih restavratorskih poskusih, kar je povzročilo vstop soli v zgradbo v ozadju reliefov, razbarvanje in poškodovanje izklesanih površin. Glavna faza del je bila zaključena v letu 2012, končna komponenta je bila namestitev fial na strehi galerije v letu 2013.
Ugotovljeno je bilo, da mikrobni biofilmi razgrajujejo peščenjak v Angkor Vatu, Preah Khanu ter Bayonu in West Prasatu v Angkorju. Nitaste cianobakterije, odporne na dehidracijo in sevanje, lahko proizvajajo organske kisline, ki razgradijo kamen. Temna nitasta gliva je bila najdena v notranjih in zunanjih vzorcih Preah Khan, medtem ko je bila alga Trentepohlia najdena le v vzorcih, vzetih z zunanjega, rožnato obarvanega kamna v Preah Khanu. Izdelane so bile replike, ki so nadomestile nekatere izgubljene ali poškodovane skulpture.

### Turizem
Od leta 1990 je Angkor Vat glavna turistična destinacija v Kambodži. Leta 1993 je bilo le 7.650 obiskovalcev, do leta 2004 vladne številke kažejo 561.000 tujih gostov, ki so prispeli v provinco Siem Reap, kar je približno 50% vseh tujih turistov v Kambodži. Več kot dva milijona turistov je prišlo v letu 2013.  Z objektom upravlja zasebna skupina SOKIMEX od leta 1990, ki ga je najela od kamboške vlade. Pritok turistov je doslej povzročil relativno malo škode, razen nekaj grafitov. Uvedene so bile vrvi in lesene stopnice za zaščito bas-reliefov in tal. Turizem je zagotovil tudi nekaj dodatnih sredstev za vzdrževanje - od leta 2000 je bilo približno 28 % prihodkov od vstopnic po celotnem mestu Angkor porabljenih za templje - čeprav večino dela opravijo ekipe, ki jih sponzorirajo tuje vlade in ne kamboške oblasti.
Ker je Angkor Vat skozi leta doživel znatno rast turizma, sta UNESCO in njegov Mednarodni koordinacijski odbor za zaščito in razvoj zgodovinskega mesta Angkor (ICC) v sodelovanju s predstavniki kraljeve vlade in APSARA organizirala seminarje za razpravljajo o pojmu »kulturni turizem«. V želji, da bi se izognili komercialnemu in množičnemu turizmu, so seminarji poudarili pomen zagotavljanja visokokakovostnih nastanitev in storitev, da bi kamboška vlada imela gospodarsko korist, hkrati pa vključila bogastvo kamboške kulture. Leta 2001 je ta spodbuda privedla do koncepta »turističnega mesta Angkor«, ki bi se razvilo ob upoštevanju tradicionalne kmerske arhitekture, vsebovalo prostore za prosti čas in turiste ter nudilo luksuzne hotele, ki bi lahko sprejeli veliko število turistov.
Na turističnem forumu ASEAN 2012 je bilo dogovorjeno, da bosta Borobudur in Angkor Vat postala sestrski mesti in provinci sestrski provinci.
Leta 2020 je pandemija COVID-19 povzročila uvedbo omejitev potovanj po vsem svetu, kar je močno vplivalo na kamboški turistični sektor. Posledično je število obiskovalcev Angkor Vata močno upadlo, zaradi česar je običajno natrpan kompleks ostal skoraj zapuščen.

## Galerija
- Pogled iz enega od zunanjih vogalov
- Eden od vstopnih vogalov
- Detajl enega od stolpov
- Hodnik
- Kmerski levji stražarji
- Ogledala v eni od sten
- Model glavne strukture Angkor Vata
- Območje Angkor Vat